# Eufalconius
Eufalconius is een geslacht van rechtvleugeligen uit de familie doornsprinkhanen (Tetrigidae). De wetenschappelijke naam van dit geslacht is voor het eerst geldig gepubliceerd in 1938 door Günther.

## Soorten
Het geslacht Eufalconius  is monotypisch en omvat slechts de volgende soort:
- Eufalconius pendleburyi (Günther, 1938)